# Albert Vigoleis Thelen
Albert Vigoleis Thelen (28 de septiembre de 1903 en Süchteln, Baja Renania, Alemania - 9 de abril de 1989 en Dülken, Alemania) fue un autor alemán y traductor (de portugués).

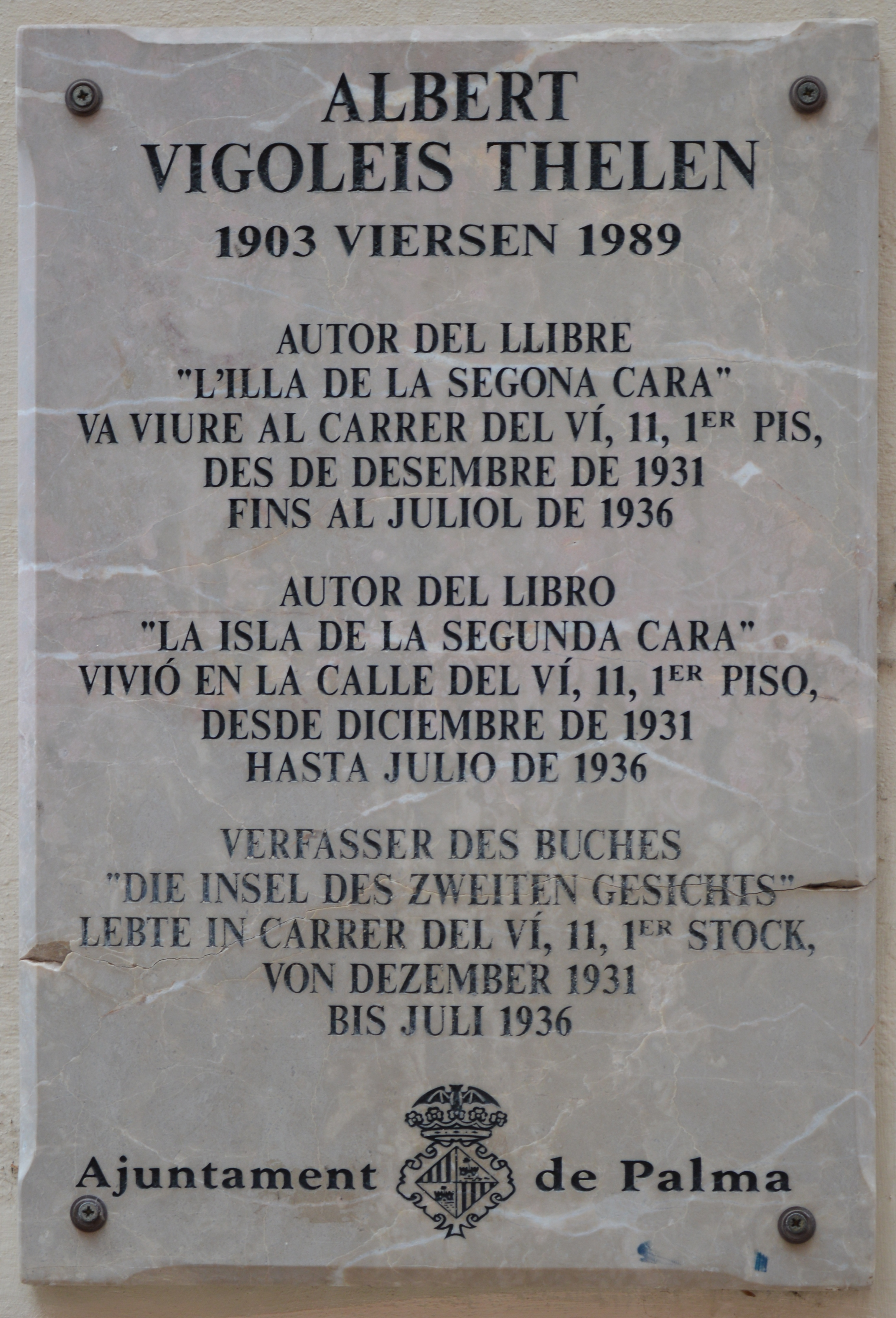
Placa conmemorativa situada en Palma de Mallorca, España.

## Vida
Thelen fue hijo de los libreros Louis Thelen y Johanna Scheifes. Después de la escuela primaria (1909–1913) fue al Colegio Káiser-Wilhelm (1913–1918).
Para más detalles de Thelen, sus trabajos, y literatura secundaria, así como la edición recientemente publicada de las cartas de Thelen, vea 

## Trabajos
El trabajo principal de Thelen, La Isla de la Segunda Cara, el cual ha sido alabado por muchos como uno de los mayores referentes en la literatura alemana del siglo XX, fue escrito en 1953. Se tradujo pronto a español y francés, más tarde también a holandés. Hasta 2010 no se publicó en la editorial Galileo Publishing en Cambridge, ya que gracias a los esfuerzos de Isabelle Weiss, se hizo disponible a los lectores ingleses. La traducción realizada por Donald O. Blanco ganó la edición de 2013 del premio PEN Translation Prize.